# Jacques Lazure (écrivain)
Pour les articles homonymes, voir Jacques Lazure.
Jacques Lazure est un écrivain québécois né en 1956 à Saint-Isidore (près de La Prairie). 

## Biographie
Jacques Lazure naît en 1956 au Québec. Il détient un baccalauréat en communication de l'Université du Québec à Montréal. Il fonde une compagnie de communication, Le papier bavard. Il est coauteur des émissions pour enfants Macaroni tout garni et Flanelle et Majuscule à Télé-Québec et de séries télévisées au Canal Famille. D'abord connu comme auteur de romans de science-fiction et de genre fantastique pour adolescents, il écrit aussi des romans pour un public adulte, dont Les oiseaux déguisés. Au cours de sa carrière, il reçoit plusieurs récompenses en littérature jeunesse.
Il commence à écrire vers l'âge de quinze ans, mais il tente de faire publier ses textes à la mi-vingtaine. Bien qu'il s'intéresse tôt à la créativité littéraire, il ne poursuit pas des études en lettres par crainte de ne pas réussir à vivre de son écriture. Après avoir travaillé dans le domaine de la communication, il le quitte pour se consacrer à son travail d'écrivain. Il partage son temps entre l'écriture et un emploi à temps partiel dans le domaine hospitalier. Il privilégie la science-fiction dans ses romans pour adolescents, car elle lui permet de créer des mondes qui mettent en scène un lieu, des personnages, des rites et des religions. Son expérience comme coauteur de séries télévisées l'amène d'abord à rédiger des scénarios, mais, face à l'échec de ce projet, il les transforme en romans pour la jeunesse. Il est influencé par Boris Vian, Albert Camus, Henri Vernes, Jules Verne et Yves Thériault, particulièrement Ashini. Le titre du roman Le rêve couleur d'orange, qui aborde les répercussions d'une guerre religieuse sur un peuple pacifique et la remise en question d'un homme formé pour tuer, s'inspire d'un poème de Marie Uguay et trouve sa genèse dans la fuite de gaz toxique à la compagnie Union Carbide à Bhopal en Inde en 1984.  

## Œuvres

### Littérature pour enfants
- Jacques Lazure (d'après la comptine There Was an Old Lady Who Swallowed a Fly), La vieille dame qui avala une mouche, Saint-Lambert, Héritage jeunesse, 1988, 14 p. (ISBN 2-7625-1689-7)
- Jacques Lazure (d'après la comptine Old Macdonald Had a Farm), Sur la ferme à Maturin, Saint-Lambert, Héritage jeunesse, 1988, 14 p. (ISBN 2-7625-1690-0)
- Jacques Lazure (d'après la comptine This Old Man), Frappe, frappe dans tes mains, Montréal, Héritage jeunesse, 1988, 16 p. (ISBN 2-76255-069-6)
- Susan Saunders (trad. Jacques Lazure), Le cochon nageur, Saint-Lambert, Héritage jeunesse, 1989, 62 p. (ISBN 2762551897)

### Littérature pour adolescents
- Jacques Lazure, Le domaine des Sans Yeux, Montréal, Québec/Amérique, 1989, 111 p. (ISBN 2-89037-474-2)
- Jacques Lazure, Pellicules-cités, Montréal, Québec/Amérique, 1992, 154 p. (ISBN 2-89037-590-0)
- Jacques Lazure, Monsieur n'importe qui : nouvelles fantastiques et de science-fiction, Boucherville, Québec/Amérique, 1993, 243 p. (ISBN 2-89037-660-5)
- Jacques Lazure, Le Rêve couleur d'orange, Montréal, Québec/Amérique, 1996, 149 p. (ISBN 2-89037-805-5)
- Jacques Lazure, Llddz, Montréal, Soulières, 2001, 337 p. (ISBN 2-92222-550-X)
- Jacques Lazure, Les chasseurs d'éternité, Saint-Lambert, Souières, 2003, 246 p. (ISBN 2-922225-88-7)
- Jacques Lazure, La mandragore, Saint-Lambert, Soulières, 2007, 473 p. (ISBN 978-2-89607-064-0)
- Jacques Lazure, R.I.P., Saint-Lambert, Soulières, 2009, 63 p. (ISBN 978-2-89607-106-7)
- Jacques Lazure, Le pisteur de vinyles, Saint-Lambert, Soulières, 2011, 379 p. (ISBN 978-2-89607-140-1)
- Jacques Lazure, Chroniques de l'après-terre, Saint-Lambert, Soulières, 2018, 380 p. (ISBN 978-2-89607-412-9)

### Littérature générale
- Jacques Lazure, La valise rouge : nouvelles, Montréal, Québec/Amérique, 1987, 160 p. (ISBN 2-89037-368-1)
- Jacques Lazure, Le jardin froissé, Montréal, L'Hexagone, 2000, 165 p. (ISBN 2-89006-641-X)
- Jacques Lazure, Les oiseaux déguisés, Montréal, VLB, 2003, 167 p. (ISBN 2-89005-855-7)[4]
- Jacques Lazure, Objets de guérison, Montréal, VLB, 2007, 148 p. (ISBN 978-2-89005-968-9)[5]
- Jacques Lazure, Vargöld, le temps des loups, Montréal, VLB, 2008, 429 p. (ISBN 978-2-89649-033-2)[6]

## Récompenses et nominations
- 1983 - Prix des jeunes scénaristes de Radio-Québec
- 1984 - Prix des jeunes scénaristes de Radio-Québec

Le domaine des Sans Yeux
- 1989 - Finaliste au Prix du Gouverneur général
- 1990 - Finaliste du Prix Caspar de la Canadian Science-Fiction and Fantasy Association Award, Alberta, dans la catégorie «meilleur livre en français »
- 1993 - Prix Québec-Wallonie-Bruxelles de littérature de jeunesse

Pellicules-cités
- 1994 - Finaliste du Prix 12/17 Brive-Montréal

Monsieur n'importe qui
- 1994 - Finaliste du Prix 12/17 Brive-Montréal

Le rêve couleur orange
- 1997 - Lauréat dans la catégorie 12 à 16 ans - Prix du livre M. Christie[1]
- 1997 - Prix Alvine-Bélisle[1]
- 1997 - Prix 12/17 Brive-Montréal[1]

Llddz
- 2001 - Lauréat dans la catégorie 12 à 16 ans - Prix du livre M. Christie[1]
- 2001 - Palmarès Communication-Jeunesse des livres préférés des jeunes

Les chasseurs d'éternité
- 2003 - Lauréat du Seau Argent, catégorie 12 à 16 ans - Prix du livre M. Christie
- 2003 - Finaliste au Grand Prix de la science-fiction et du fantastique québécois[1]

La mandragore
- 2008 - Lauréat du Prix du Jury, catégorie littérature jeunesse - Grands Prix livre de la Montérégie